# وزارت دفاع اسپانیا
وزارت دفاع اسپانیا (انگلیسی: Ministry of Defence) از وزارتخانه‌های دولت اسپانیا است، که در سال ۱۷۰۵ تأسیس شد و وظیفه برنامه‌ریزی، توسعه و اجرای دستورالعمل‌های کلی دولت در مورد سیاست دفاعی و مدیریت اداره نظامی را برعهده دارد. این وزارتخانه، نهاد اداری و اجرایی نیروهای مسلح اسپانیا است.
طبق قانون اساسی سال ۱۹۷۸ پادشاه، فرمانده کل نیروهای مسلح اسپانیا است. او می‌تواند با مجوز کورتس جنرالز، اعلام جنگ یا صلح کند، مشروط بر اینکه این قانون توسط نخست‌وزیر نیز امضا شود.
وزارت دفاع توسط وزیر دفاع، یکی از اعضای کابینه که مستقیماً به نخست‌وزیر وابسته است، ریاست می‌شود. در زیرمجموعه وزارت دفاع، پنج اداره اصلی تابعه وجود دارد: نیروهای مسلح به ریاست رئیس ستاد دفاع که به سه شاخه نظامی تقسیم می‌شود که توسط رئیس ستاد ارتش، رئیس ستاد نیروی دریایی و رئیس ستاد نیروی هوایی، رهبری می‌شوند؛ دبیرخانه دفاع (به ریاست وزیر کشور)؛ معاونت وزارت دفاع به ریاست معاون وزیر و دبیرخانه کل سیاست دفاعی به ریاست دبیرکل. علاوه بر این، مرکز اطلاعات ملی تابع وزارت دفاع است.